# Vilho Ylönen
Vilho Ylönen (n. 31 mai 1918, Hankasalmi, Kuopio Province⁠(d), Finlanda – d. 8 martie 2000, Konnevesi, Länsi-Suomen lääni, Finlanda) a fost un trăgător de tir și biatlonist ce a reprezentat Finlanda, medaliat olimpic. A participat la o ediție a Jocurilor Olimpice de iarnă (1948) și la 4 ediții ale Jocurilor Olimpice de vară (1952, 1956, 1960, 1964) în care a câștigat o medalie de argint și o medalie de bronz.